# 巴比倫世界地圖
巴比倫世界地圖（Babylonian Map of the World），或稱世界意象（Imago Mundi ）是一件以阿卡德語書寫的巴比倫泥板，上面有對當時已知世界的標註性描繪，還有一段簡短且部分闕漏的說明，該泥板的年代不早於西元前9世紀，更可能是前8世紀末或前7世紀。
地圖以由北向南流動的幼發拉底河為中心（北方朝上，南方朝下）。巴比倫城位於幼發拉底河上，描繪在地圖的北半部。幼發拉底河口被標註為「沼澤地」及「流出」。埃蘭首府蘇薩位於南部，烏拉爾圖位於東北部，而加喜特人的首府哈班（ Habban ）被錯誤地畫在西北部。美索不達米亞被一條圓形的「痛苦之河」（bitter river）或海洋所包圍，有七、八個「區域」被描繪成三角形，位於海洋之外。有人認為這些「區域」被描繪為三角形可能表示它們被想像成山脈。
霍姆茲德‧拉薩姆（Hormuzd Rassam）在巴格達州的西帕爾挖掘出這塊泥板，大約位於巴比倫以北60公里處的幼發拉底河東岸。該泥板1882年被大英博物館收購（BM 92687）；文本於1889年被首次譯出。

## 泥板的描述
這塊泥板由三個部分組成：世界地圖、地圖上方的文字和泥板背面的文字。目前尚不清楚這三個部分是否應該視為單一整體來解讀。文本之間的系統性差異表明，這塊泥板可能是由三個獨立的文件編纂而成。

### 地圖

巴比倫世界地圖，西元前700-500年

地圖畫成圓形，有兩個標明外圍界限的圓。楔形文字標記所有圓內的位置，以及一些圓外的區域。兩個外圈中間代表水，標記為「idmaratum 」（痛苦之河），也就是鹽海。地圖中心以北的巴比倫；底部的平行線似乎代表了「南部沼澤地」，而一條來自北部、東北部的曲線似乎代表了札格羅斯山脈。

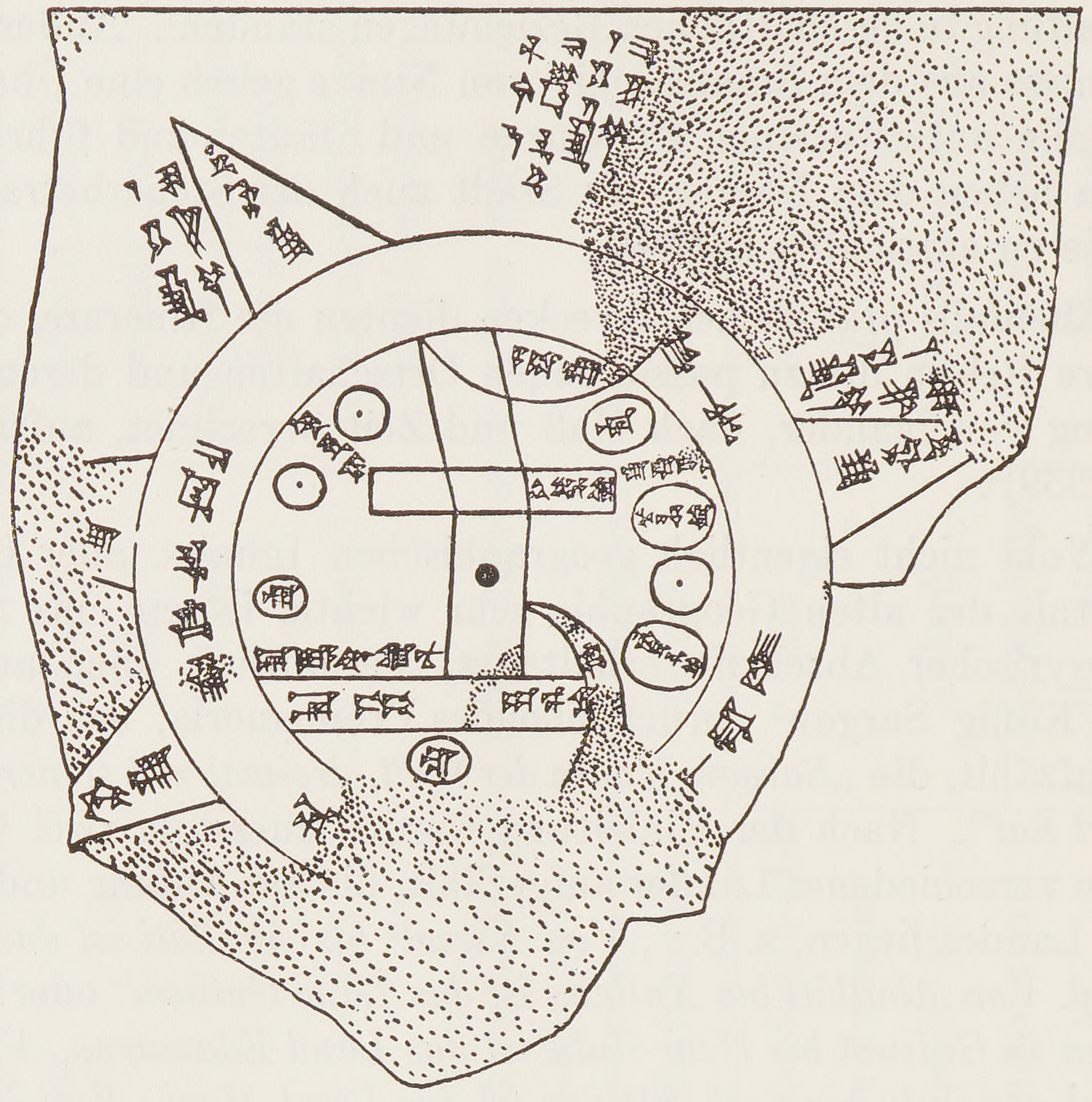
布魯諾·邁斯納（Bruno Meissner）在《巴比倫和亞述人》（Babylonien und Assyrien）中的繪畫，1925年。

圓圈邊界有七個內部的小圓圈，似乎代表七座都市。外圓（水域周界）上有七個或八個三角形部分表示被指名的「區域」（nagu）。其中有五個描述倖存下來。
|  | 1. 「山」 2.「城市」 3.烏拉爾圖 4. 亞述 5. 德爾（城市） 6.？ 7. 沼澤地 8. 蘇薩（埃蘭首府） 9. 運河/「流出」 10. 迦勒底（一個地區） 11.「城市」 | 12. 哈班（加喜特人的土地和城市） 13. 巴比倫，被幼發拉底河分開 14 – 17. 海洋（鹽海） 19 – 22（以及18？）. 外部「區域」（nagu）: 18. 「長城，隔6里格，那邊看不到太陽」– 「長城」可能是一座山脊，「隔6里格」可能是指海洋的寬度。 19.「nagu，隔6里格」 20.「[nag]u [...」（剩下的文字有缺漏） 21.「[na]gu [...」（剩下的文字有缺漏） 22.「nagu，隔8里格」 23. 沒有任何說明。（亞述的城市？） 24. 25. 沒有任何說明。（哈班的城市？） |

卡洛·扎卡尼尼（Carlo Zaccagnini）認為，巴比倫世界地圖的設計可能保存在於歐洲中世紀的TO地圖中。